# Beauty and a Beat
Beauty and a Beat (englisch für ‚Schönheit und ein Beat‘) ist ein Lied des kanadischen Popsängers Justin Bieber, in Kooperation mit der US-amerikanischen Rapperin Nicki Minaj. Das Stück ist die dritte Singleauskopplung aus seinem dritten Studioalbum Believe.

## Entstehung und Veröffentlichung
Komponiert wurde das Lied von Savan Kotecha, Onika Maraj (Nicki Minaj), Max Martin und Anton Zaslavski (Zedd). Die Erstveröffentlichung der Single fand am 15. Oktober 2012 statt. Anfangs wurde das Video als Datenklau deklariert, war aber in Wirklichkeit Teil einer PR-Nummer, die von Bieber selbst auf YouTube veröffentlicht wurde und nach 24 Stunden mit 10,6 Millionen Klicks einen neuen YouTube-Rekord stellte.

## Inhalt
Der Liedtext zu Beauty and a Beat ist komplett in der englischen Sprache verfasst. Die Musik und der Text wurden gemeinsam von Savan Kotecha, Max Martin, Nicki Minaj und Zedd verfasst. Musikalisch ist es der Elektronischen Tanzmusik und dem Synthpop zuzuordnen und ehthält auch Elemente von R&B. Während Nicki Minajs Rap-Einlage referenziert sich das Stück inhaltlich auch auf Biebers Exfreundin, Selena Gomez: „Justin Bieber/You know I’m gonna hit ’em with the ether/Buns out, wiener/But I gotta keep an eye out for Selener.“ Gomez selbst äußerte sich dazu nicht.
| „Cause all I need, is a beauty and a beat, who can make my life complete. It’s all bout you, when the music makes you move, baby do it like you do.“ – Refrain, Original | „Weil alles was ich brauche, ist ein schönes Mädchen und ein Beat, die mein Leben erfüllen kann. Es dreht sich alles um dich, wenn du dich zur Musik bewegst, Baby mach es auf deine Art.“ – Refrain, Übersetzung |

## Musikvideo
Das Musikvideo beginnt mit dem Vorspann des Textes: „The following footage was illegaly uploaded by an anonymous blogger.“ Daraufhin sieht man paar Szenen aus Biebers Privatleben, unter anderem, wie er das bis dahin noch nicht veröffentlichte Just Dance 4 spielte. Daraufhin zeigt das Video eine „Poolparty“, in der das Lied beginnt und die Szene von Bieber selbst gefilmt wird. Im Hintergrund sieht man verschiedene Personen, unter anderem auch im Wasser, tanzen. In verschiedenen Tanzszenen wird die Kamera Bieber abgenommen, die er daraufhin wieder entgegennimmt. Am Schluss sieht man noch vereinzelte Szenen dieser „Poolparty“, die allerdings nicht mehr alle mit Musik hinterlegt sind.
Gefilmt wurde das Video hauptsächlich in einem Wasserpark.
Das Musikvideo wurde am 12. Oktober 2012 auf YouTube von Vevo veröffentlicht und brach bereits nach 24 Stunden und 10,6 Millionen Klicks einen YouTube-Rekord. Justin Bieber und Nicki Minaj sind die einzigen Künstler, die den Rekord zweimal brachen.

## Rezensionen
„Beauty and a Beat“ wurde von Kritikern gut aufgenommen. Andy Gill vom The Independent hat das Lied in seiner Liste der „Download this“-Kategorie aufgenommen. Becca Longmire verglich den Song mit Biebers vorheriger Single, Baby.

## Kommerzieller Erfolg

### Chartplatzierungen
Beauty and a Beat erreichte in Deutschland Position 53 der Singlecharts und konnte sich insgesamt 12 Wochen in den Charts halten. In Österreich erreichte die Single Position 42 und konnte sich sieben Wochen in den Charts halten. In der Schweiz erreichte die Single Position 46 und konnte sich 14 Wochen in den Charts halten. Im Vereinigten Königreich erreichte die Single Position 16 und konnte sich 21 Wochen in den Charts halten. In den Vereinigten Staaten erreichte die Single Position fünf und konnte sich zehn Wochen in den Top-10 und 24 Wochen in den Charts halten. Beauty and a Beat platzierte sich den US-amerikanischen Jahrescharts von 2012 auf Position 42.
Für Justin Bieber als Interpreten ist dies bereits der 13. Charterfolg in Deutschland, sowie der 15. in Österreich, der 11. in der Schweiz, der 16. im Vereinigten Königreich und der 28. Charterfolg in den Vereinigten Staaten. In den USA ist es sein fünfter Top-10 Erfolg.
Für Zedd als Komponist und Produzent ist dies bereits der zweite Charterfolg in Deutschland und Österreich, sowie der erste Charterfolg in der Schweiz, dem Vereinigten Königreich und den Vereinigten Staaten. In der Schweiz und dem Vereinigten Königreich konnte sich bis heute keine Komposition von Zedd länger in den Charts platzieren.
| ChartsChartplatzierungen       | Höchstplatzierung | Wochen |
| ------------------------------ | ----------------- | ------ |
| Deutschland (GfK)              | 53 (12 Wo.)       | 12     |
| Kanada (MC)                    | 4 (24 Wo.)        | 24     |
| Österreich (Ö3)                | 42 (7 Wo.)        | 7      |
| Schweiz (IFPI)                 | 46 (14 Wo.)       | 14     |
| Vereinigte Staaten (Billboard) | 5 (24 Wo.)        | 24     |
| Vereinigtes Königreich (OCC)   | 16 (21 Wo.)       | 21     |

| ChartsJahrescharts (2012)      | Platzierung |
| ------------------------------ | ----------- |
| Kanada (MC)                    | 42          |
| Vereinigte Staaten (Billboard) | 37          |

### Auszeichnungen für Musikverkäufe
Die Single Beauty and a Beat wurde weltweit insgesamt viermal mit Gold, 18 Mal mit Platin, sowie ein Mal mit Diamant ausgezeichnet. Damit wurde die Single mindestens 5,9 Millionen Mal verkauft.
Singles

| Land/Region                  | Auszeichnungen für Musikverkäufe (Land/Region, Auszeichnung, Verkäufe) | Verkäufe  |
| ---------------------------- | ---------------------------------------------------------------------- | --------- |
| Australien (ARIA)            | 7× Platin                                                              | 490.000   |
| Brasilien (PMB)              | Diamant                                                                | 250.000   |
| Deutschland (BVMI)           | Gold                                                                   | 150.000   |
| Italien (FIMI)               | Platin                                                                 | 100.000   |
| Japan (RIAJ)                 | Gold                                                                   | 100.000   |
| Kanada (MC)                  | 3× Platin                                                              | 240.000   |
| Mexiko (AMPROFON)            | Platin                                                                 | 60.000    |
| Neuseeland (RMNZ)            | 3× Platin                                                              | 90.000    |
| Norwegen (IFPI)              | Platin                                                                 | 10.000    |
| Spanien (Promusicae)         | Gold                                                                   | 30.000    |
| Vereinigte Staaten (RIAA)    | 4× Platin                                                              | 4.000.000 |
| Vereinigtes Königreich (BPI) | Platin                                                                 | 600.000   |
| Insgesamt                    | 3× Gold · 21× Platin · 1× Diamant ·                                    | 6.120.000 |

Hauptartikel: Justin Bieber/Auszeichnungen für Musikverkäufe
Streamings

| Land/Region     | Auszeichnungen für Musikverkäufe (Land/Region, Auszeichnung, Verkäufe) | Verkäufe  |
| --------------- | ---------------------------------------------------------------------- | --------- |
| Dänemark (IFPI) | Platin                                                                 | 1.800.000 |
| Insgesamt       | 1× Platin ·                                                            | 1.800.000 |